# استان قفصه
استان قفصه (به عربی: ولایة قفصة) یکی از بیست و چهار استان‌های تونس است.

## خصوصیات
استان قفسه ۸٬۹۹۰ کیلومترمربع مساحت و ۳۳۷٬۳۳۱ نفر جمعیت دارد.